# Gotfrid I., grof Anjoua
Gotfrid I. († 21. srpnja 987.) bio je grof Anjoua 960. – 987., a poznat je kao Gotfrid Sivoplašt. Roditelji su mu bili Fulk II. i njegova prva supruga, Gerberga. Gotfrid je naslijedio svoga oca na mjestu grofa Anjoua.
Gotfridova je prva supruga bila Adela od Meauxa, kći Roberta od Vermandoisa. Adelin otac bio je potomak Karla Velikog, dok je Adelina baka po ocu bila kći Roberta I. Francuskog. Oženivši se Adelom, Gotfridova se obitelj povezala s plemstvom visokog ranga. Adela je Gotfridu rodila kćer Ermengardu Gerbergu Anžuvinsku, suprugu Konana I., grofa Rennesa. Konan je umro prije Ermengarde. Drugo dijete grofa Gotfrida i gospe Adele bio je Fulk III.
Nakon smrti svoje žene Adele, Gotfrid se oženio Adelajdom Chalonskom te je par dobio Mauricija.